# عمانیه
 عُمانیه  روستای کوچکی از توابع بخش مرکزی شهرستان گاوبندی  در استان هرمزگان واقع در جنوب ایران.  
روستای عمانیه در ۸ کیلومتری سمت مغرب شهرستان گاوبندی واقع شده‌است.

## محدوده عُمانیه
از شمال بنی دکان، از جنوب اغویرزه، از مغرب کوشکنار، و از سمت مشرق به میلکی محدود می‌گردد.

## جمعیت
جمعیت آن در حدود ۱٬۲۰۰ نفر هستند که اکثراً از اهل سنت از شاخه شافعی هستند یعنی از پیروان امام محمد ادریس شافعی هستند و بزبان عربی  ونیز فارسی  به گویش  محلی تکلم می‌کنند.
دارای سه مسجد، برق، لوله‌کشی آب، آب‌انبار (برکه)، خانه بهداشت  و دبستان و دو مدرسه راهنمایی دخترانه و پسرانه‌است.
و همچنین داری دو فرستنده وایرلس اینترنت که مشترکین می‌توانند بر حسب سلیقه یکی از آن‌ها را انتخاب کنند.

## شغل مردم روستا
شغل مردم این روستا : اکثراً فرهنگی   هستند و بعضی‌ها هم ملوانند و به  کارهای زراعت هم مشغول هستند، چاه‌هایش کم عمق و آبش بسیار شیرین است و در زمین‌های آن کشت جو و گندم، خیار، خربزه، هندوانه، پیاز، و غیره از سبزیجات صیفی و شتوی می‌کارند.
در این روستا مزارع نخیل و نخلستان‌های وسیعی وجود دارد. آب زیر زمینی اش شیرین است و محاصیل زراعتی فراوانی مانند: جو و گندم، و عدس، و نخود، و غله کشت می‌شود، همچنین در حدود ۶۰۰ اصله نخل دیم   وجود دارد.